# Ashoura (misil)
En noviembre de 2007, el ministro de Defensa iraní, Mostafa Mohammad-Najjar, anunció que Irán había construido un nuevo misil con un alcance de 2.000 kilómetros, el misil Ashoura. Najar dijo: "La República Islámica de Irán nunca ha tenido como objetivo lanzar un ataque contra ningún país. Nunca lo hará. Pero si alguien quiere invadir Irán, enfrentará una respuesta aplastante por parte de las fuerzas armadas". No dijo en qué se diferencia el misil del Shahab-3, que tiene un alcance de 2.100 kilómetros. También llamado Sajjil-2.
Dijo a la milicia Basij reunida durante las maniobras que estaban realizando esa misma semana que: "La construcción del misil Ashoura, con un alcance de 2.000 kilómetros, está entre los logros del Ministerio de Defensa".
Según Jane's Defence Weekly, el Ashoura representa un avance importante en la tecnología de misiles iraní. Es el primer MRBM de dos etapas que utiliza motores de cohetes de combustible sólido en lugar de la tecnología de combustible líquido existente utilizada en el Shahab. Esto reduciría drásticamente el tiempo de preparación y despliegue del misil y, por lo tanto, acortaría el tiempo de advertencia al enemigo y aumentaría la precisión. Jane's señaló que si bien el desarrollo es paralelo al MRBM Shaheen-II de Pakistán , no hay evidencia que sugiera que haya habido algún intercambio tecnológico previo o con sus otros socios tecnológicos conocidos, como Corea del Norte, India o China.
El Ashoura fue desarrollado por el Grupo Industrial Shahid Bagheri (SBIG) bajo el Grupo Industrial Sanam (Departamento 140), que forma parte de la Organización de Industrias de Defensa (DIO) de Irán.
El misil lleva el nombre del Día de Ashura, una importante conmemoración religiosa en el Islam chiita.
Los rumores de Jane de que el misil Ashoura pasó a llamarse misil Sejjil y que los dos son la misma cosa.